# Hubera henrici
Hubera henrici är en kirimojaväxtart som först beskrevs av Friedrich Ludwig Diels, och fick sitt nu gällande namn av Chaowasku. Hubera henrici ingår i släktet Hubera och familjen kirimojaväxter. Inga underarter finns listade i Catalogue of Life.